# Kaarel Kiidron
Kaarel Kiidron (* 30. dubna 1990) je bývalý estonský fotbalový obránce a reprezentant, naposledy hrající za estonský klub JK Tammeka Tartu, kde zároveň dělal i vedoucího týmu.

## Klubová kariéra
Do Viktorie Žižkov přišel v lednu 2012 na půlroční hostování z JK Tammeka Tartu. V jarní části sezóny odehrál 10 utkání, branku nevstřelil. Žižkov spadl do druhé ligy. Po sezóně Kiidron do Žižkova přestoupil nastálo. V červenci 2013 byl na testech ve SK Slavia Praha.
V únoru 2014 se do Tammeky vrátil.

## Reprezentační kariéra
Působil v estonské reprezentaci U21. V A-mužstvu Estonska debutoval 25. května 2012 v přátelském střetnutí proti domácímu Chorvatsku, které skončilo porážkou pobaltské země 1:3. Kaarel odehrál druhý poločas.